# Coppa del Re 2015-2016
La Coppa del Re 2015-2016 è stata la 114ª edizione del torneo. La competizione è iniziata il 27 agosto 2015 ed è terminata il 22 maggio 2016. Il Barcellona ha vinto il trofeo per la 28ª volta, battendo in finale il Siviglia.

## Formula del torneo
Siccome le squadre riserve non possono partecipare alla competizione, ci possono essere piccole modifiche alla formula generalmente adottata.
| Turno                | Numero di incontri | Squadre | Entrano a questo turno                                         |
| -------------------- | ------------------ | ------- | -------------------------------------------------------------- |
| Primo turno          | 18                 | 83 → 65 | 30 squadre di Segunda División B 6 squadre di Tercera División |
| Secondo turno        | 22                 | 65 → 43 | 21 squadre di Segunda División 6 squadre di Segunda División B |
| Terzo turno          | 11                 | 43 → 32 | –                                                              |
| Sedicesimi di finale | 16 + 16            | 32 → 16 | 20 squadre di Primera División                                 |
| Ottavi di finale     | 8 + 8              | 16 → 8  | –                                                              |
| Quarti di finale     | 4 + 4              | 8 → 4   | –                                                              |
| Semifinali           | 2 + 2              | 4 → 2   | –                                                              |
| Finale               | 1                  | 2 → 1   | –                                                              |

## Primo turno
Il primo turno è iniziato con l'anticipo del 27 agosto tra Mérida-Peña Sport (0-3); il resto delle gare è stato disputato il 2 settembre 2015. Il primo turno ha visto opposte 30 squadre di Segunda División B e 6 squadre di Tercera División; 6 squadre della Segunda División B (Barakaldo, UCAM Murcía, Villanovense, Racing Ferrol, UD Logroñés e Huracán Valencia) hanno ricevuto un bye per il turno successivo.
| Squadra 1         | Risultato          | Squadra 2            |
| ----------------- | ------------------ | -------------------- |
| 27 agosto 2015    |                    |                      |
| Mérida AD         | 0 – 3              | Peña Sport           |
| 2 settembre 2015  |                    |                      |
| Mensajero         | 2 – 0              | Rayo Majadahonda     |
| Tudelano          | 3 – 2              | Compostela           |
| Condal            | 1 – 4 (dts)        | Arandina             |
| Ebro              | 2 – 2 (3-2 d.c.r.) | Real Unión           |
| Varea             | 2 – 3              | Leonesa              |
| Guadalajara       | 0 – 2              | Talavera de la Reina |
| Laredo            | 2 – 0              | Racing Santander     |
| Sabadell          | 1 – 1 (2-4 d.c.r.) | Castellón            |
| Alcoyano          | 1 – 2              | Formentera           |
| Guijuelo          | 1 – 0              | Pontevedra           |
| Reus              | 2 – 0              | Ascó                 |
| Linares Deportivo | 2 – 1              | Jumilla              |
| Linense           | 1 – 0              | Recreativo Huelva    |
| Lleida            | 3 – 1              | Hércules             |
| Real Murcia       | 0 – 1              | Cadice               |
| Socuéllamos       | 2 – 1              | Portugalete          |
| Melilla           | 0 – 1              | Algeciras            |

## Secondo turno
Il secondo turno è stato disputato tra il 9 ed il 10 settembre ed ha visto di fronte le 18 squadre vincitrici del primo turno, le 6 squadre di Segunda División B che avevano ricevuto un bye per il secondo turno e le 21 squadre di Segunda División. Queste ultime hanno dovuto obbligatoriamente affrontarsi tra di loro. Il Real Saragozza ha ricevuto un bye per il turno successivo.
| Squadra 1            | Risultato          | Squadra 2         |
| -------------------- | ------------------ | ----------------- |
| 9 settembre 2015     |                    |                   |
| Mensajero            | 0 – 1 (dts)        | Cadice            |
| Ebro                 | 1 – 0 (dts)        | Tudelano          |
| Huracán Valencia     | 2 – 0              | Socuéllamos       |
| Almería              | 3 – 3 (4-3 d.c.r.) | Elche             |
| Laredo               | 3 – 1              | Leonesa           |
| Barakaldo            | 3 – 1              | Formentera        |
| Alcorcón             | 0 – 1              | Ponferradina      |
| Arandina             | 2 – 4              | Reus              |
| Córdoba              | 0 – 1              | Lugo              |
| Gimnàstic            | 2 – 2 (5-4 d.c.r.) | Girona            |
| Leganés              | 2 – 0              | Tenerife          |
| Llagostera           | 2 – 1 (dts)        | Albacete          |
| Lleida               | 2 – 0              | Guijuelo          |
| Mirandés             | 1 – 2              | Osasuna           |
| Numancia             | 0 – 1              | Alavés            |
| UCAM Murcia          | 2 – 1              | Algeciras         |
| Racing Ferrol        | 1 – 0              | Castellón         |
| Talavera de la Reina | 0 – 2              | Linense           |
| UD Logroñés          | 2 – 1              | Linares Deportivo |
| Villanovense         | 3 – 2              | Peña Sport        |
| Real Oviedo          | 2 – 1              | Real Valladolid   |
| 10 settembre 2015    |                    |                   |
| Maiorca              | 0 – 2              | Huesca            |

## Terzo turno
Il terzo turno si è disputato tra il 14 ed il 15 ottobre. Hanno partecipato le 22 squadre vincitrici del secondo turno e il Real Saragozza che aveva ricevuto un bye per il terzo turno; si è trattato dell'ultimo turno in gare di sola andata. L'Huesca ha ricevuto un bye per il turno successivo.
| Squadra 1       | Risultato          | Squadra 2        |
| --------------- | ------------------ | ---------------- |
| 14 ottobre 2015 |                    |                  |
| Almería         | 2 – 1              | Gimnàstic        |
| Barakaldo       | 1 – 0              | Huracán Valencia |
| Cadice          | 1 – 0              | Laredo           |
| Leganés         | 3 – 1              | Alavés           |
| Real Oviedo     | 2 – 3 (dts)        | Mirandés         |
| Reus            | 2 – 1 (dts)        | Lleida           |
| UD Logroñés     | 2 – 2 (5-4 d.c.r.) | UCAM Murcia      |
| Linense         | 2 – 0              | Ebro             |
| Villanovense    | 2 – 1              | Racing Ferrol    |
| 15 ottobre 2015 |                    |                  |
| Ponferradina    | 1 – 0 (dts)        | Lugo             |
| Real Saragozza  | 1 – 2              | Llagostera       |

## Sedicesimi di finale
I sedicesimi di finale si sono disputati in gare di andata e ritorno nel mese di dicembre. Hanno partecipano le 11 squadre vincitrici del terzo turno e l'Huesca che aveva ricevuto un bye per i sedicesimi di finale più le 20 squadre di Primera División.
| Squadra 1      | Totale      | Squadra 2           | Andata | Ritorno |
| -------------- | ----------- | ------------------- | ------ | ------- |
| Villanovense   | 1 – 6       | Barcellona          | 0 – 0  | 1 – 6   |
| Reus           | 1 – 3       | Atlético Madrid     | 1 – 2  | 0 – 1   |
| Leganés        | 2 – 2 (gfc) | Granada             | 2 – 1  | 0 – 1   |
| Almería        | 1 – 4       | Celta Vigo          | 1 – 3  | 0 – 1   |
| Barakaldo      | 1 – 5       | Valencia            | 1 – 3  | 0 – 2   |
| Real Betis     | 5 – 3       | Sporting Gijón      | 2 – 0  | 3 – 3   |
| UD Logroñés    | 0 – 5       | Siviglia            | 0 – 3  | 0 – 2   |
| Llagostera     | 2 – 3       | Deportivo La Coruña | 1 – 2  | 1 – 1   |
| Rayo Vallecano | 3 – 3 (gfc) | Getafe              | 2 – 0  | 1 – 3   |
| Cadice         | 1 – 3       | Real Madrid         | 1 – 3  | N.D.    |
| Linense        | 0 – 8       | Athletic Bilbao     | 0 – 2  | 0 – 6   |
| Huesca         | 3 – 4       | Villarreal          | 3 – 2  | 0 – 2   |
| Levante        | 2 – 3       | Espanyol            | 1 – 1  | 1 – 2   |
| Mirandés       | 3 – 1       | Malaga              | 2 – 1  | 1 – 0   |
| Ponferradina   | 3 – 4       | Eibar               | 3 – 0  | 0 – 4   |
| Las Palmas     | 3 – 2       | Real Sociedad       | 2 – 1  | 1 – 1   |

## Ottavi di finale
Gli ottavi di finale si sono disputati in gare di andata e ritorno nel mese di gennaio.
| Squadra 1       | Totale | Squadra 2           | Andata | Ritorno |
| --------------- | ------ | ------------------- | ------ | ------- |
| Athletic Bilbao | 4 – 2  | Villarreal          | 3 – 2  | 1 – 0   |
| Mirandés        | 4 – 1  | Deportivo La Coruña | 1 – 1  | 3 – 0   |
| Valencia        | 7 – 0  | Granada             | 4 – 0  | 3 – 0   |
| Real Betis      | 0 – 6  | Siviglia            | 0 – 2  | 0 – 4   |
| Barcellona      | 6 – 1  | Espanyol            | 4 – 1  | 2 – 0   |
| Rayo Vallecano  | 1 – 4  | Atlético Madrid     | 1 – 1  | 0 – 3   |
| Cadice          | 0 – 5  | Celta Vigo          | 0 – 3  | 0 – 2   |
| Eibar           | 4 – 6  | Las Palmas          | 2 – 3  | 2 – 3   |

## Quarti di finale
I quarti di finale si sono disputati in gare di andata e ritorno nel mese di gennaio.
| Squadra 1       | Totale | Squadra 2       | Andata | Ritorno |
| --------------- | ------ | --------------- | ------ | ------- |
| Athletic Bilbao | 2 – 5  | Barcellona      | 1 – 2  | 1 – 3   |
| Siviglia        | 5 – 0  | Mirandés        | 2 – 0  | 3 – 0   |
| Celta Vigo      | 3 – 2  | Atlético Madrid | 0 – 0  | 3 – 2   |
| Valencia        | 2 – 1  | Las Palmas      | 1 – 1  | 1 – 0   |

## Semifinali
Le semifinali si sono disputate in gare di andata e ritorno a febbraio.
| Squadra 1  | Totale | Squadra 2  | Andata | Ritorno |
| ---------- | ------ | ---------- | ------ | ------- |
| Barcellona | 8 – 1  | Valencia   | 7 – 0  | 1 – 1   |
| Siviglia   | 6 – 2  | Celta Vigo | 4 – 0  | 2 – 2   |

## Finale
| Arbitro: | Carlos del Cerro Grande |

|                            |           |  |
| Jordi Alba 97’ Neymar 119’ | Marcatori |  |

## Record
- Miglior attacco: Barcellona (25)
- Partite con più reti: Barcellona-Villanovense 6-1, Barcellona-Valencia 7-0 (7)
- Partita con maggiore scarto di reti: Barcellona-Valencia 7-0 (7)

## Classifica marcatori
| Gol | Rigori |  | Giocatore      | Squadra    |
| --- | ------ |  | -------------- | ---------- |
| 5   |        |  | Luis Suárez    | Barcellona |
| 5   |        |  | Lionel Messi   | Barcellona |
| 5   |        |  | Munir          | Barcellona |
| 5   |        |  | John Guidetti  | Celta Vigo |
| 5   | 2      |  | Álvaro Negredo | Valencia   |
| 4   |        |  | Abdón Prats    | Mirandés   |